# Venetz Peak
Venetz Peak är en bergstopp i Antarktis. Den ligger i Östantarktis. Argentina och Storbritannien gör anspråk på området. Toppen på Venetz Peak är 1 500 meter över havet.
Terrängen runt Venetz Peak är kuperad österut, men västerut är den platt. Trakten är obefolkad. Det finns inga samhällen i närheten. 